# مسابقات جهانی کیک‌بوکسینگ واکو
مسابقات جهانی کیک بوکسینگ واکو (انگلیسی: List of WAKO Amateur World Championships) یا مسابقات کیک بوکسینگ واکو قهرمانی جهان مسابقات جهانی در رشته کیک بوکسینگ است که زیر نظر واکو و در رده‌های سنی نوجوانان و جوانان و بزرگسالان از سال ۱۹۷۸ میلادی هر ساله و در هفت سبک مختلف مردان و زنان برگزار می‌شود.